# Rhabdoblatta punctipennis
Rhabdoblatta punctipennis är en kackerlacksart som först beskrevs av Henri Saussure 1895.  Rhabdoblatta punctipennis ingår i släktet Rhabdoblatta och familjen jättekackerlackor. Inga underarter finns listade i Catalogue of Life.